# Nicolás Brown
Nicolás Patricio Brown Vivallos (Bahía Blanca, 10 de junio de 1983) es un actor chileno, de cine, teatro y televisión.

## Carrera
Hijo de padres chilenos. Nació el 10 de junio de 1983 en Bahía Blanca. Durante su infancia se estableció en Chillán. Residió su adolescencia en Lima. Inició su carrera a los 16 años en Lima, Perú como conductor del programa infantil "Espacio Y" en ATV.
El 2002 decide volver a Chile para estudiar la carrera de Teatro y Comunicación Escénica en la Universidad de las Artes y Comunicaciones Uniacc. Su primer personaje en televisión fue Pedro Balmaceda en Héroes, Canal 13. También fue parte del elenco de la serie Historias de Eva, después sus apariciones en televisión fueron constantes como en Corazón Rebelde interpretando a Rolo. En el (2010) es Reclutado por María Eugenia Rencoret para ser parte de 40 y tantos con el rol de Cristóbal Cuesta hijo de Rosario Elizalde (Francisca Imboden) donde tiene un gran romance con su tía Loreto (Paola Volpato) y llamará la atención de toda la familia Elizalde. También fue parte del elenco de Cartas de mujer, Chilevisión. Al año siguiente protagoniza la teleserie de TVN, Témpano donde personificará a Antonio Truman . Después lo vemos como el malvado Gonzalo Rodríguez/Manuel en la teleserie nocturna del 2012 Reserva de familia, del mismo canal. El 2014 es llamado por Chilevisión para integrarse a la teleserie Buscando a María.

## Vida personal
El 25 de agosto de 2016, Nicolás Brown contrajo el Acuerdo de Unión Civil con Juan Francisco Pinochet Aubele. Brown y Pinochet dieron término a su unión en común acuerdo. Actualmente, Brown mantiene una relación con Diego Sofjer Taborga.

## Televisión
| Año       | Título                | Papel             | Ref.              |
| --------- | --------------------- | ----------------- | ----------------- |
| 2009      | Corazón rebelde       | Rolando González  | ¿? episodio       |
| 2009      | Los ángeles de Estela | Asaltante         | 1 episodio        |
| 2009      | Conde Vrolok          | Guardia           | ¿? episodios      |
| 2010      | 40 y tantos           | Cristóbal Cuesta  | Reparto principal |
| 2011      | Témpano               | Antonio Truman    | Antagonista       |
| 2012      | Reserva de familia    | Gonzalo Rodríguez | ¿? episodios      |
| 2015      | Buscando a María      | Marcelo Tapia     | Reparto principal |
| 2018      | Verdades ocultas      | Eduardo Fuentes   | ¿? episodios      |
| 2018-2019 | La reina de Franklin  | Joel Valderrama   | Reparto principal |
| 2019      | Isla Paraíso          | Padre Guillermo   | ¿? episodios      |

| Año       | Título                               | Papel           | Ref.                           |
| --------- | ------------------------------------ | --------------- | ------------------------------ |
| 2007      | Héroes                               | Pedro Balmaceda | Episodio: Balmaceda            |
| 2007      | Historias de Eva                     | Marco           |                                |
| 2008      | Paz                                  | Pedro Manríquez | Episodio: Primavera en el sur  |
| 2009-2011 | Infieles                             |                 | 2 episodios                    |
| 2010      | Cartas de mujer                      | Emilio Velasco  | Episodio: Cartas de Leontina   |
| 2010      | Volver a mí                          | Lito            | 2 episodios                    |
| 2011      | Bajo cero                            | Antonio Truman  | Protagonista                   |
| 2011      | Divino tesoro                        | Iván Balmaceda  |                                |
| 2011      | Cumpleaños                           | Carlos          |                                |
| 2012      | El diario secreto de una profesional | Amigo de Cesar  | Episodio: Despedida de soltero |
| 2013      | Prófugos 2                           | Yawán           | 3 episodios                    |
| 2016      | Vidas en riesgo                      |                 |                                |
| 2023      | Casado con hijos                     | Jerónimo        | Episodio: A Cancún los pasajes |

### Programas
- Pasiones (TVN)
- Buenos días a todos (TVN, 2011) - Invitado
- Top Chef Vip Chile 2da temporada (Chilevisión, 2024) - Concursante

## Videos musicales
| Año  | Título            | Artista          | Director                        |
| ---- | ----------------- | ---------------- | ------------------------------- |
| 2016 | A un minuto de ti | Joaquín Jauregui | Cristian Guiñez - Daniel Mosca. |

## Publicidad
- Americanino (2011) - Embajador del Comercial.